# Utricularia determannii
Utricularia determannii är en tätörtsväxtart som beskrevs av Peter Geoffrey Taylor. Utricularia determannii ingår i släktet bläddror, och familjen tätörtsväxter. Inga underarter finns listade i Catalogue of Life.